# Turdoides melanops
Turdoides melanops е вид птица от семейство Leiothrichidae.

## Разпространение
Видът е разпространен в Ангола, Ботсвана и Намибия.